# Montaigut-le-Blanc (Creuse)
 Montaigut-le-Blanc  es una localidad y comuna de Francia, en la región de Lemosín, departamento de Creuse, en el distrito de Guéret y cantón de Saint-Vaury.
Su población en el censo de 1999 era de 396 habitantes.
Está integrada en la Communauté de communes de Guéret-Saint-Vaury.

## Demografía
| 662 | 651 | 594 | 644 | 725 | 721 | 780 | 876 | 784 | 815 | 780 | 753 | 774 | 787 | 787 | 800 | 785 | 757 | 778 | 822 | 756 | 749 | 711 | 733 | 683 | 606 | 573 | 537 | 471 | 461 | 448 | 396 |
| Para los censos de 1962 a 1999 la población legal corresponde a la población sin duplicidades (Fuente: INSEE [Consultar]) |     |     |     |     |     |     |     |     |     |     |     |     |     |     |     |     |     |     |     |     |     |     |     |     |     |     |     |     |     |     |     |